# Trbiž
Trbiž (italijansko Tarvisio, nemško in furlansko Tarvis) je italijansko mesto z okoli 3.000 prebivalci (število se zmanjšuje) v koroškem delu Kanalske doline (severovzhod dežele Furlanija - Julijska krajina), nedaleč od tromeje med Slovenijo, Italijo in Avstrijo.
Naselje se nahaja nad potokom Trebiža (Torrente Bartolo), ki se v spodnjem-vzhodnem delu mesta izliva v Ziljico, ki je pritok Zilje oz. Drave, torej je poleg vzhodne Pustriške doline (izvir Drave) edini del Italije, ki je del črnomorskega (donavskega) povodja. Občina ima okrog 4.100 (2001 še 5.500, 1961 pa skoraj 7.000) prebivalcev, od tega nekaj več kot 10 % pripadnikov slovenske manjšine. Tukaj živijo tudi pripadniki furlanske in nemške manjšine, tako kot v celotni Kanalski dolini, katere središče je Trbiž. Pred prvo svetovno vojno oz. do neposredno po njenem koncu, ko je bil Trbiž še na ozemlju avstrijske dežele Koroške, so bili nemško govoreči prebivalci v večini.
Leta 2018, po ukinitvi Videmske pokrajine je postal Trbiž sedež Medobčinske zveze Železne in Kanalske doline (Unione territoriale intercomunale Canal del Ferro-Val Canale), ki zavzema celoten severovzhodni kót Furlanije-Julijske krajine (vključuje tudi Rezijo). Preko Trbiža poteka pomemben prometni koridor med Avstrijo-Koroško in Italijo-Furlanijo (avtocesta, železnica). Do 60. let 20. stoletja je obstajala tudi železniška povezava Trbiža z Jesenicami.

## Razdelitev

### Zaselki (frazioni)
- Žabnice (Camporosso in Valcanale)
- Rabelj (Cave del Predil)
- Kokova (Coccau)
- Bela Peč / Fužine (Fusine in Valromana)

### Predeli (località)
- Svete Višarje (Monte Santo di Lussari)
- Muta (Muda)
- Bovček / Fliči / Pliči (Plezzut)[1]
- Zagradec (Poscolle)
- Rute (Rutte)
- Sveti Anton (Sant'Antonio)
- Mrzla voda (Riofreddo)

### Drugo
- Colazzo
- Pri Jalnu (Fusine Laghi)

## Znani krajani
- Rafko Dolhar, zdravnik, politični delavec, publicist in pisatelj
- Lambert Ehrlich, teolog, etnolog in politik